# Torsten Stålnacke
Torsten Emanuel Stålnacke, född 31 december 1933, död 4 augusti 2012, var en svensk FN-soldat och överfurir i Armén i dåvarande Krigsmakten, mest känd för sina insatser under Kongokrisen.

## Biografi
Stålnacke tjänstgjorde i de två första svenska FN-bataljonerna i Suez-Gaza 1956-1957 som en del av UNEF. Stålnacke blev känd under Kongokrisen för sitt tappra agerande i strid den 14 september 1961. I samband med ett motanfall mot pansarbilar som besköt flyktinglägret och deras närliggande depå chockades två av hans stridskamrater och Stålnacke ryckte då själv fram mot en fientlig eldställning, beväpnad med ett granatgevär m/48. Han slog ut en fientlig pansarbil och ett antal skyttar innan han själv fick käken sönderskjuten. Han tvingades hålla undan sin tunga med ena handen för att få luft, och svårt blödande tog han sig tillbaka och fick med sig sina chockade kamrater i säkerhet. Stålnacke tilldelades Vasamedaljen den 10 maj 1962 för sitt mod med orden: "För ådagalagt synnerligt mod och behjärtansvärt handlingssätt till räddande av människoliv i Kongo, september 1961."
Torsten Stålnacke genomgick 33 operationer för sina skador, och kunde trots att han aldrig blev helt återställd fullgöra FN-tjänst på Cypern under åren 1965 till 1968. Efter tiden i det militära drev han en krog i Helsingborg och sedan ett pensionat i Sälen fram till sin pensionering 2003. Han blev den 29 maj 2012, på Veterandagen i Stockholm, tilldelad Försvarsmaktens medalj för sårade i strid. Medaljen utdelades med anledning av de skador Stålnacke ådrog sig vid striden i Kongo den 14 september 1961.
Stålnacke avled i sitt hem den 4 augusti 2012 och begravdes den 24 augusti i Svappavaara kyrka.